# Saustinõmme
Saustinõmme is een plaats in de Estlandse gemeente Saku, provincie Harjumaa. De plaats heeft de status van dorp (Estisch: küla).

## Bevolking
De ontwikkeling van het aantal inwoners blijkt uit het volgende staatje:
| Jaar            | 2011 | 2017 | 2019 | 2020 | 2021 |
| --------------- | ---- | ---- | ---- | ---- | ---- |
| Aantal inwoners | 148  | 110  | 145  | 186  | 256  |

## Ligging
Het dorp ligt tegen de grens tussen de gemeenten Saku en Kiili. Het buurdorp in de gemeente Kiili heet Sausti. Langs de noordgrens van het dorp loopt de Põhimaantee 11, de ringweg om Tallinn. De Tugimaantee 15, de secundaire weg van Tallinn naar Türi, komt door Saustinõmme.